# Swiss Prime Tower Bornwald
Der Swiss Prime Tower Bornwald war eine neun Meter hohe Aussichtsplattform in der Schweizer Gemeinde Olten (Kanton Solothurn). Der Turm wurde Mitte 2019 demontiert und ist nicht mehr verfügbar.

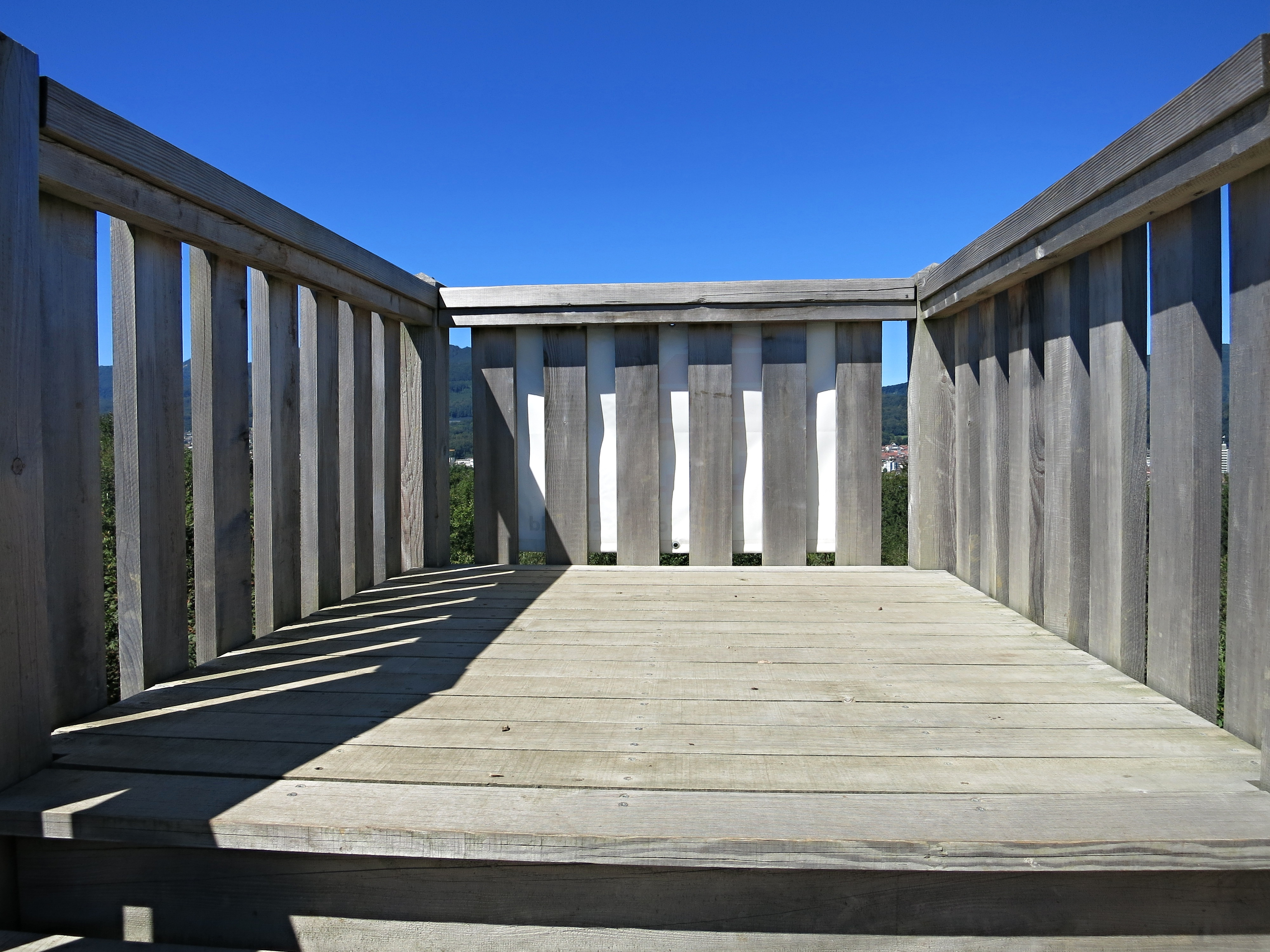
Aussichtsplattform
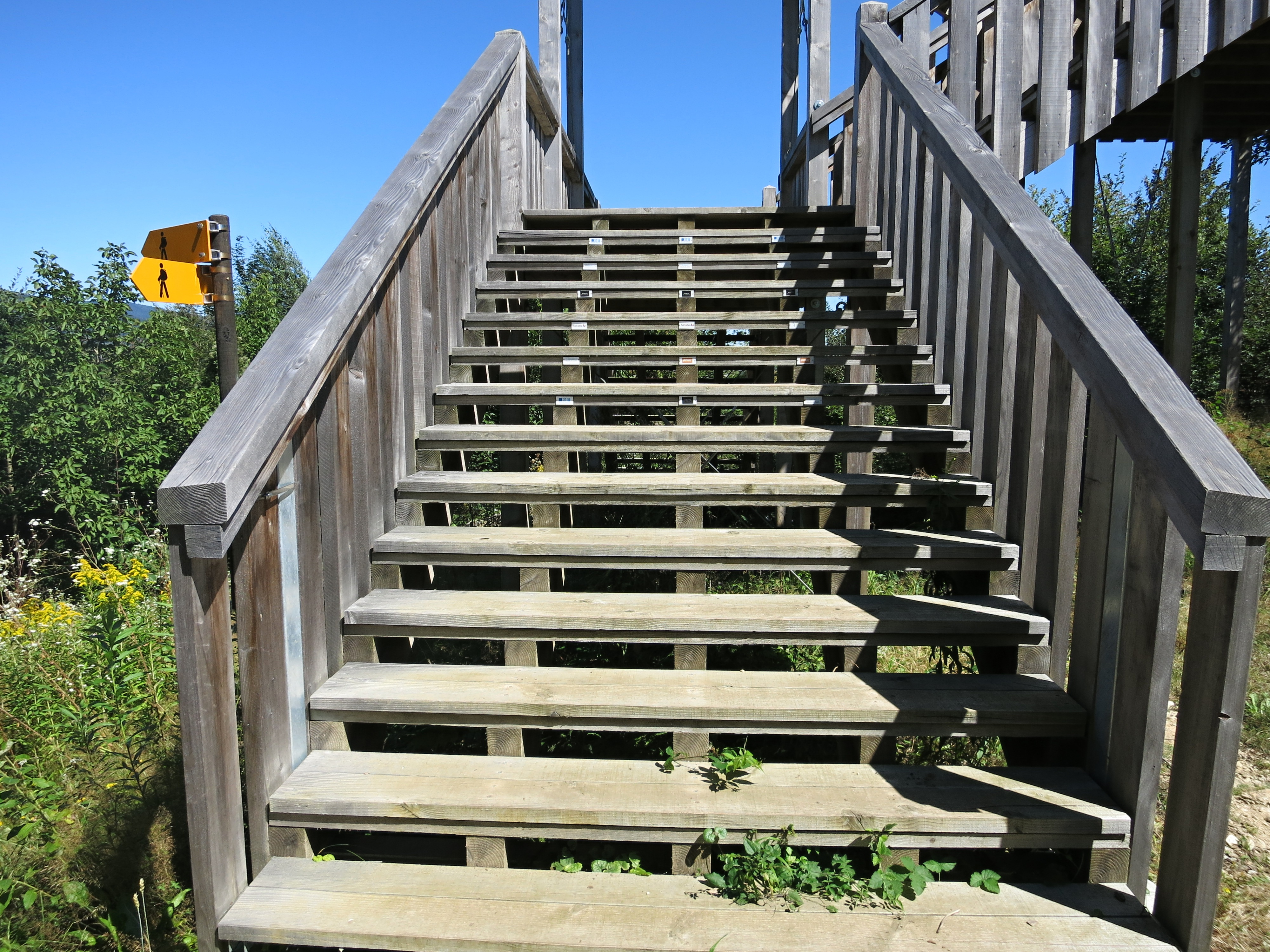
Treppe

Der Swiss Prime Tower Bornwald wurde für die Solothurner Waldtage 2014 errichtet. Die Aussichtsplattform bestand zu hundert Prozent aus Schweizer Holz aus der Region. 
38 Treppenstufen führten zur Plattform in 7,5 Meter Höhe. Von dieser hatte man einen Ausblick über die Aare, die Gemeinden Olten und Aarburg, die Jurakette, das Kernkraftwerk Gösgen sowie das Sälischlössli auf dem Engelberg.